# Соксюр (Нижний Рейн)
Соксюр (фр. Saulxures) — коммуна на северо-востоке Франции в регионе Гранд-Эст (бывший Эльзас — Шампань — Арденны — Лотарингия), департамент Нижний Рейн, округ Мольсем, кантон Мюциг. До марта 2015 года коммуна административно входила в состав упразднённого кантона Саль (округ Мольсем).
Площадь коммуны — 12,84 км², население — 518 человек (2006) с тенденцией к стабилизации: 516 человек (2013), плотность населения — 40,2 чел/км².

## Население
Население коммуны в 2011 году составляло 531 человек, в 2012 году — 523 человека, а в 2013-м — 516 человек.
| 1962 | 1968 | 1975 | 1982 | 1990 | 1999 | 2006 | 2008 | 2011 | 2012 | 2013 |
| ---- | ---- | ---- | ---- | ---- | ---- | ---- | ---- | ---- | ---- | ---- |
| 366  | 359  | 384  | 391  | 393  | 457  | 518  | 533  | 531  | 523  | 516  |

Динамика населения:

## Экономика
В 2010 году из 345 человек трудоспособного возраста (от 15 до 64 лет) 234 были экономически активными, 111 — неактивными (показатель активности 67,8 %, в 1999 году — 66,6 %). Из 234 активных трудоспособных жителей работали 214 человек (126 мужчин и 88 женщин), 20 числились безработными (пятеро мужчин и 15 женщин). Среди 111 трудоспособных неактивных граждан 34 были учениками либо студентами, 44 — пенсионерами, а ещё 33 — были неактивны в силу других причин.

## Достопримечательности (фотогалерея)

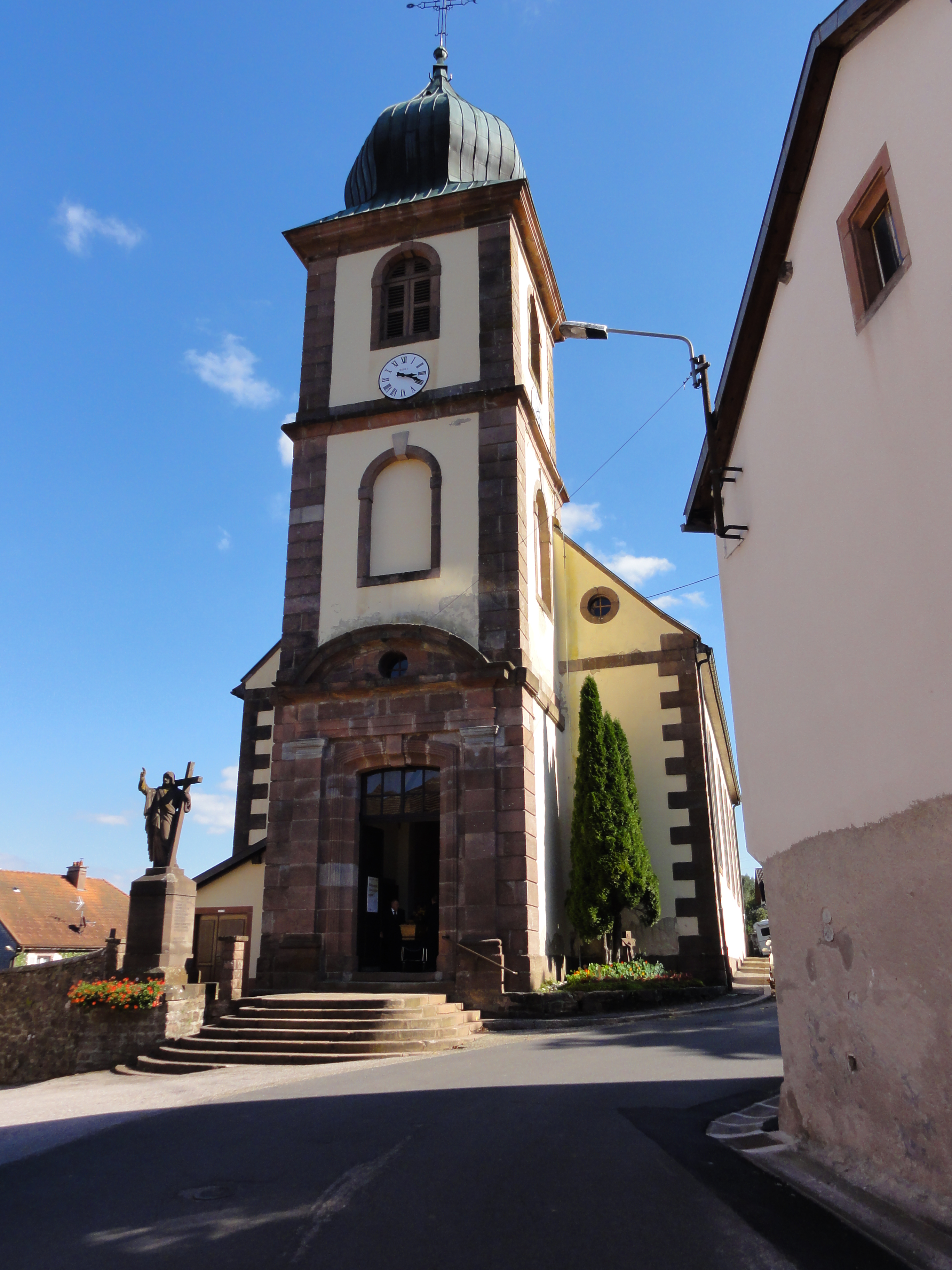
Церковь Сен-Мишель
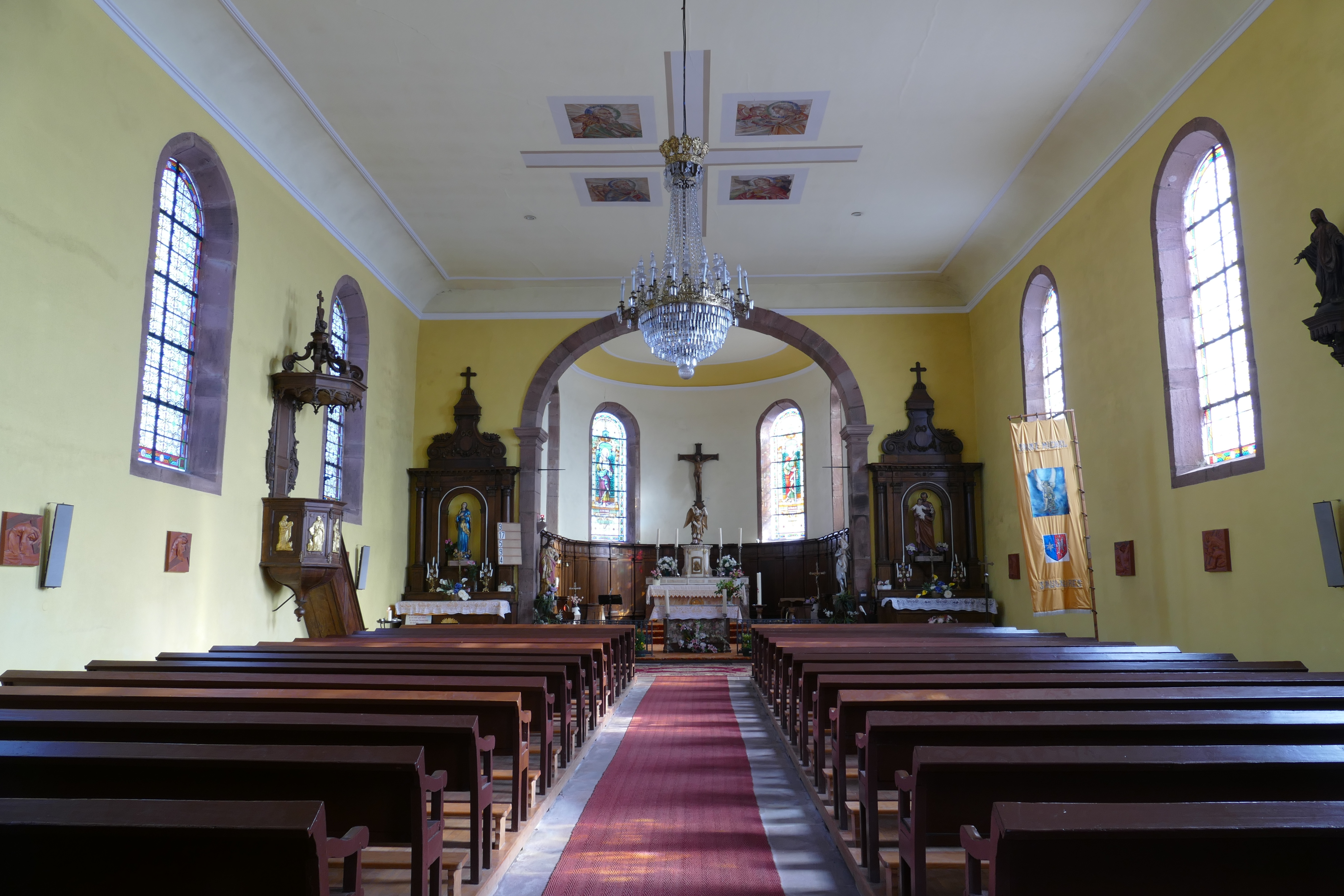
Интерьер, вид на алтарь
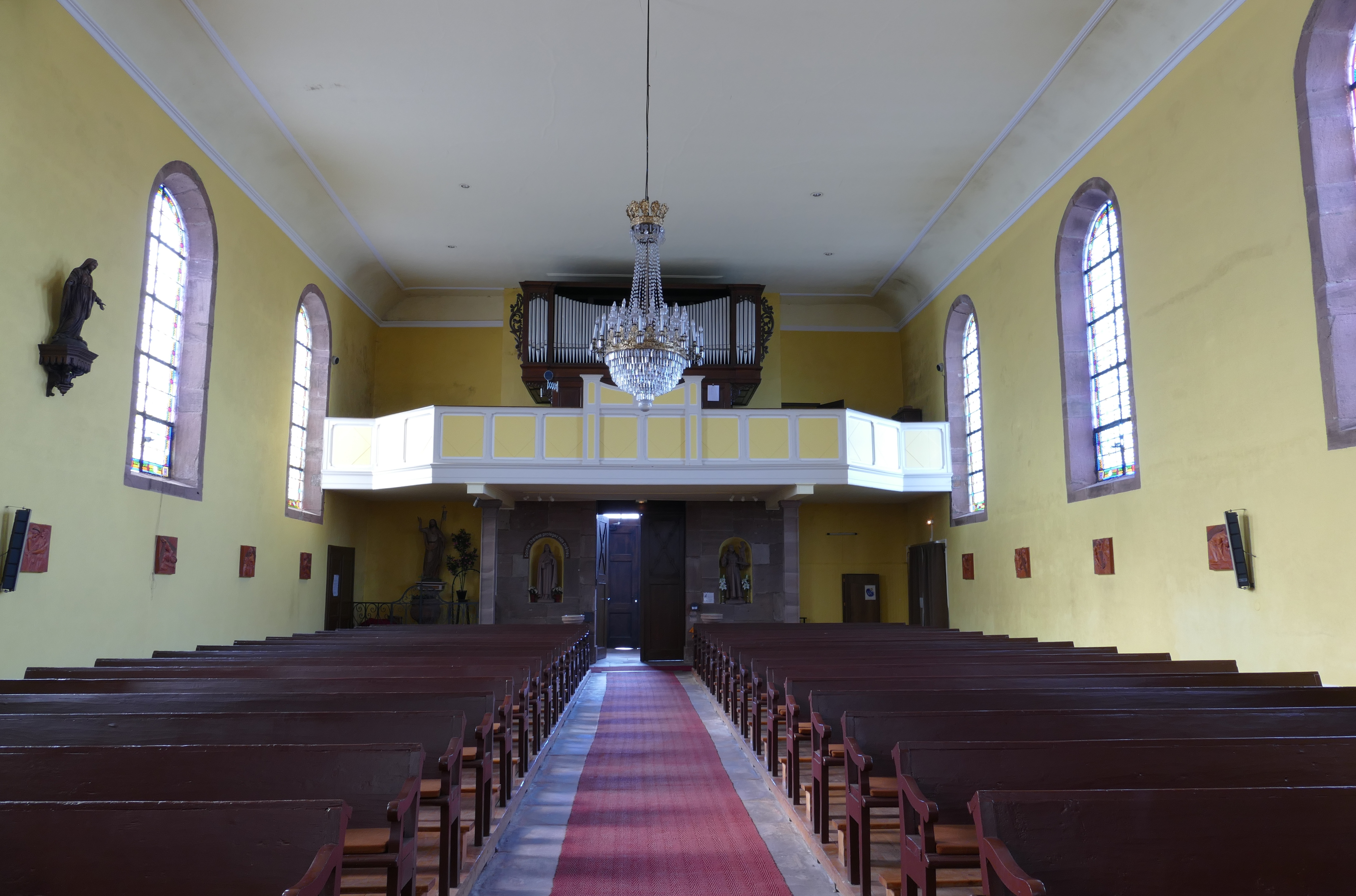
Интерьер, вид на орган
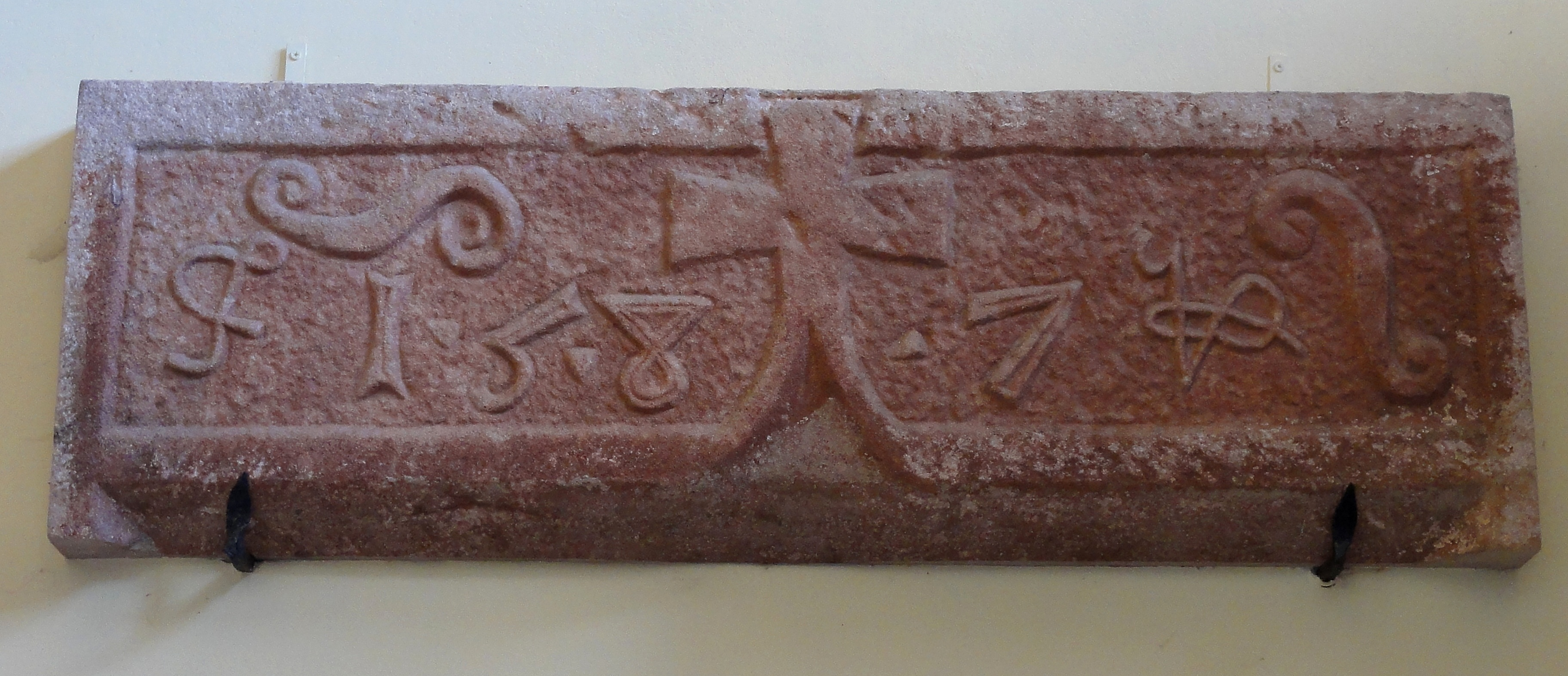
Барельеф на притолоке